# World Journal of Urology
Das World Journal of Urology, abgekürzt World J. Urol., ist eine wissenschaftliche Fachzeitschrift, die vom Springer-Verlag in den USA veröffentlicht wird. Sie ist die offizielle Zeitschrift der Urological Research Society. Die Zeitschrift erscheint mit vier Ausgaben im Jahr. Es werden Arbeiten aus allen Bereichen der Urologie veröffentlicht.
Der Impact Factor lag im Jahr 2014 bei 2,666. Nach der Statistik des ISI Web of Knowledge wird das Journal mit diesem Impact Factor in der Kategorie Urologie und Nephrologie an 22. Stelle von 76 Zeitschriften geführt.